# Geschichten aus der Zukunft
Geschichten aus der Zukunft  ist eine vom ZDF produzierte Fernsehserie nach Ideen von Heinz Haber, Irmgard Haber und Dieter Seelmann, die von 1978 bis 1980 ausgestrahlt wurde. Die einzelnen Folgen beschäftigen sich mit Problemen, die in Zukunft auf die Menschheit zukommen könnten.

## Handlung
Es werden Entwicklungen und die daraus resultierenden Probleme skizziert, die künftig auf die Menschheit zukommen könnten. Wissenschaftler kämpfen gegen eine unbekannte bedrohliche Krankheit, erfinden eine Methode, um das menschliche Gehirn zu steuern, nutzen die Telepathie und möchten ein Medikament entwickeln, welches das Altern stoppt. Andere behandelte Themen wie die schrecklichen Nebenwirkungen eines neuen Schädlingsbekämpfungsmittels, Doping im Sport und künstliche Befruchtung außerhalb des Körpers sind heute keine Fiktion mehr. Die einzelnen Episoden sind in sich abgeschlossen, die Darsteller wechseln von Folge zu Folge.
Thematisch ähnlich war die deutsche Science-Fiction-Fernsehserie Telerop 2009 – Es ist noch was zu retten, die 1974 in den regionalen Vorabendprogrammen der ARD ausgestrahlt wurde.

## Schauspieler und Rollen
| Schauspieler        | Rolle               | Folge |
| ------------------- | ------------------- | ----- |
| Thomas Ahrens       | Adamo               | 4     |
| Alexander Allerson  | Prof. Römer         | 7     |
| Gerd Baltus         | Dr. Petri           | 2     |
| Horst Bergmann      | Jupp                | 3     |
| Franziska Bronnen   | Monika Hochkamp     | 3     |
| Marlies Engel       | Margit Hausmüller   | 2     |
| Kay-Dieter Ewen     | Jürgen              | 5     |
| Herbert Fleischmann | Dr. Kurt Tressel    | 6     |
| Horst Frank         | Werner Hochkamp     | 3     |
| René Genesis        | Prof. Altmeier      | 3     |
| Rudolf Grabow       | Prof. Villar        | 4     |
| Heinz Haber         | Moderator           | 3     |
| Antje Hagen         | Frau Dr. Hausmüller | 2     |
| Sascha Hehn         | Dr. Stephan Roth    | 6     |
| Heike Heising       | Elke                | 5     |
| Karl-Heinz Hess     | Bernd Hillmeister   | 3     |
| Wolfgang Kieling    | Hubert Weidmann     | 6     |
| Henry Kielmann      | Trainer Schütz      | 5     |
| Karlheinz Lemken    | Hannes              | 7     |

| Schauspieler       | Rolle                  | Folge |
| ------------------ | ---------------------- | ----- |
| Katharina Lopinski | Dr. Ina                | 4     |
| Dietrich Mattausch | Tom                    | 1     |
| Marietta Meade     | Inge Weidmann          | 6     |
| Johanna Mertinz    | Elfie                  | 7     |
| Renate Pichler     | Ingrid Hillmeister     | 3     |
| Christoph Quest    | Jochen Dreesen         | 2     |
| Korinna Rahls      | Sybilles Mutter        | 4     |
| Joachim Richert    | Helmut                 | 3     |
| Paul Edwin Roth    | Stuart                 | 1     |
| Susanne Schaefer   | Anna                   | 3     |
| Christine Scherer  | Sybille                | 4     |
| Heinz Schirk       | Dr. Bialla             | 5     |
| Jochen Schmidt     | Dr. Friedmann          | 3     |
| Friedrich Schütter | Präsident              | 4     |
| Senta Sommerfeld   | Frau Hirte             | 3     |
| Vera Tschechowa    | Moira                  | 1     |
| Verena Wiet        | Mrs. Stuart            | 1     |
| Judy Winter        | Dr. Francoise Malherbe | 6     |

## Episoden
| Folge | Titel                      | Ausstrahlung     |
| ----- | -------------------------- | ---------------- |
| 1     | Australische Blindheit     | 13. Januar 1978  |
| 2     | Zum Leben verurteilt       | 10. Februar 1978 |
| 3     | Geburt eines Waisenkindes  | 10. März 1978    |
| 4     | Noch einmal Adam und Eva   | 7. April 1978    |
| 5     | Der Mix                    | 6. Oktober 1979  |
| 6     | Nach menschlichem Ermessen | 21. Oktober 1979 |
| 7     | Geliebte Knechtschaft      | 10. März 1980    |